# Malaien-Hornvogel
Der Malaien-Hornvogel (Anthracoceros malayanus), auch Malaienhornvogel geschrieben, ist eine südostasiatische Art der Nashornvögel. Wie alle Nashornvögel ist auch der Malaien-Hornvogel ein Höhlenbrüter. Das Weibchen mauert sich in der Nisthöhle ein und wird während der Brutzeit vom Männchen gefüttert.
Der Bestand ist vor allem durch Lebensraumverluste bedroht, weshalb der Malaien-Hornvogel auf der Roten Liste der IUCN als Vulnerable (gefährdet) eingestuft ist und im Washingtoner Artenschutzübereinkommen in Anhang II aufgenommen wurde.

## Merkmale

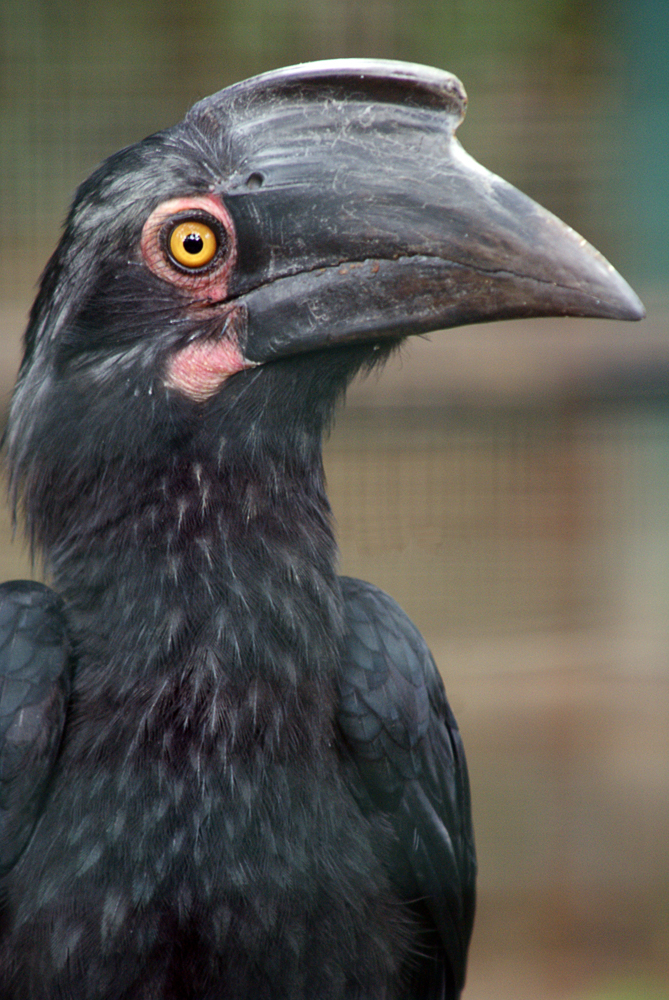
Kopf eines Weibchens

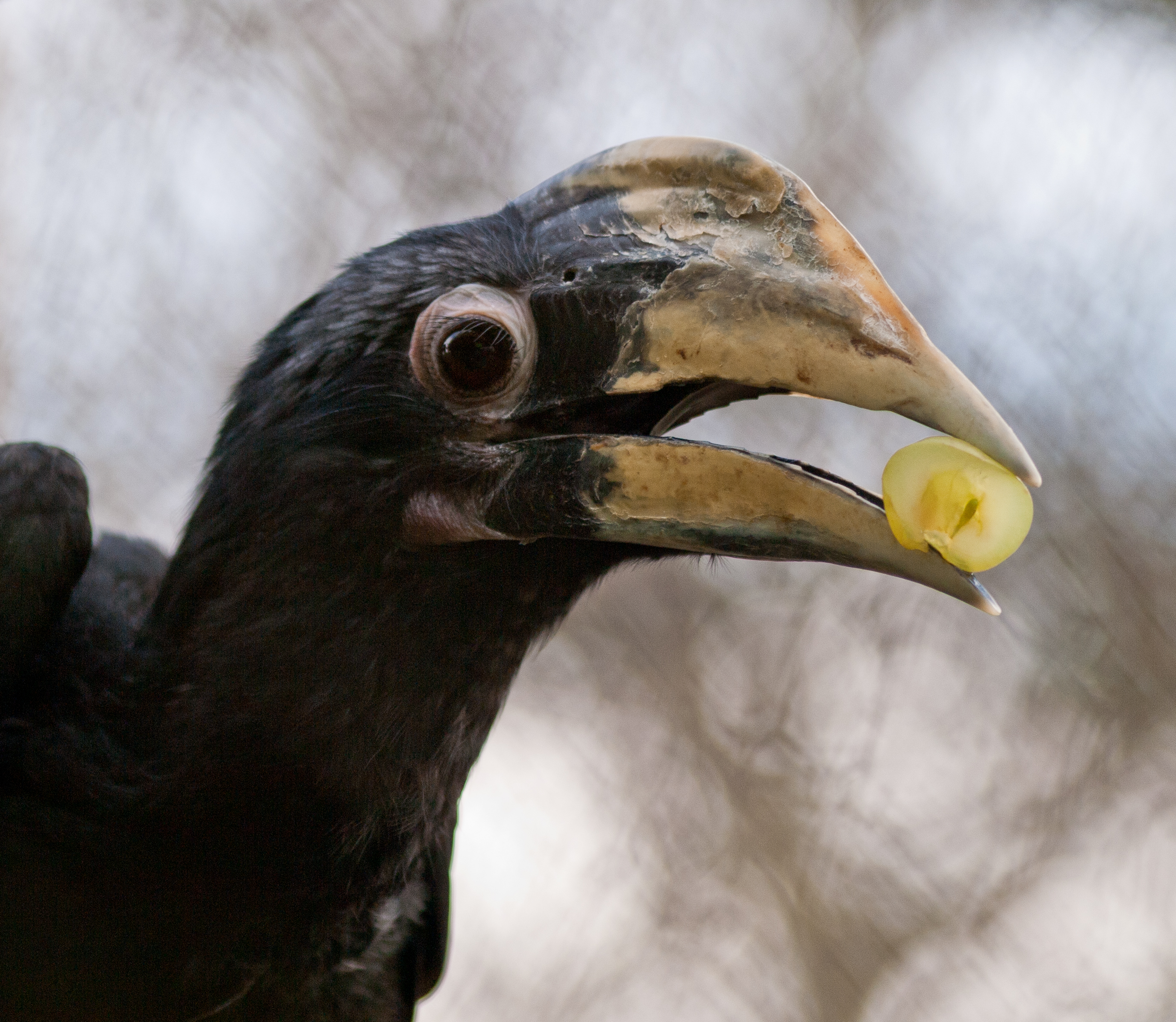
Kopf eines juvenilen Vogel

Malaien-Hornvögel sind große Nashornvögel mit einer Körperlänge von 60 bis 65 Zentimeter. Der Schnabel hat bei den Männchen eine Länge zwischen 16,1 und 18,5 Zentimeter. Bei den Weibchen ist er deutlich kleiner und erreicht eine Länge von 11,4 bis 13,3 Zentimeter. Es liegen nur wenige Daten über das Gewicht dieser Vogelart vor, ein einzelnes gewogenes Männchen erreichte jedoch ein Gewicht von mehr als einem Kilogramm.
Das Gefieder ist schwarz bis auf die weißen Spitzen der äußeren Schwanzfedern, manchen Individuen haben zudem einen weißen bis grauen breiten Überaugenstreif. Schnabel und Helm des Männchens sind weißlich bis gelb ohne Musterung, beim Weibchen sind Schnabel und Helm kleiner und schwarz. Die Gesichtshaut ist beim Männchen schwarz, beim Weibchen um das Auge herum und am Wangenfleck rosa. Bei Jungtieren sind die weißen Schwanzspitzen schwarz gefleckt, der Helm ist wenig entwickelt und der Schnabel grünlich-gelb. Die Gesichtshaut ist um das Auge orange, sonst schmutziggelb. Die Tiere geben laute, raue, kratzige Rufe von sich.
Bei den Populationen auf Sumatra sind die Schnäbel und der Schnabelfirst größer als bei den anderen Vögeln der Art. Die Populationen auf Borneo haben im Durchschnitt einen um 5,6  Prozent kürzeren Flügel als die Populationen auf der Malaiischen Halbinsel und auf Sumatra. Sie wird deswegen gelegentlich auch als Unterart Anthracoceros malayanus diminutus geführt. Die Einstufung als Unterart ist jedoch nicht allgemein anerkannt.

## Verbreitung und Lebensraum
Malaien-Hornvögel kommen in feuchten bis sumpfigen, vorwiegend immergrünen Tieflandregenwäldern auf der Malaiischen Halbinsel, auf Borneo und Sumatra vor. Sie kommen außerdem auf den Inseln Bank, Belitung und Sengkep vor. Auf Borneo werden Höhen bis etwa 250 Meter und auf Sumatra bis etwa 500 Metern besiedelt. Auf dem Festland erreicht die Art Höhen bis 1500 Metern und kommt in Laos auch gelegentlich in Nadelwäldern vor. Im Vergleich zu dem im gleichen Verbreitungsgebiet vorkommenden Orienthornvogel sind sie eher im Inneren der Wälder anzutreffen. Sie kommen jedoch auch in Galeriewäldern entlang von Flüssen vor und besiedeln sogar den Gezeiten unterworfene Sümpfe. Sekundärwald besiedeln sie, wenn dieser bereits große Bäume aufweist oder in Wäldern nur ein selektiver Holzeinschlag erfolgt.

## Lebensweise
Der Malaien-Hornvogel ist ein Standvogel, der ganzjährig ein Territorium besetzt. Typischerweise befindet sich im Zentrum dieses Territoriums ein dicht stehender Bestand an großen Bäumen und in ihrer unmittelbaren Nähe hochrankende Kletterpflanzen. Grundsätzlich hält sich der Malaien-Hornvogel hier im oberen und mittleren Wipfelbereich auf. Seine Verbreitung ist auf Primärwald begrenzt, kleinere Bestände an Sekundärwald, der Fließgewässer säumt, sucht er auf, um dort nach Nahrung zu suchen. Gewöhnlich lebt er paarweise, das Paar wird jedoch gelegentlich von einem Jungvogel begleitet. Gelegentlich bildet er mit Artgenossen aus angrenzenden Territorien kleinere Trupps, so dass es zu Ansammlungen von fünf bis sechs Individuen kommt. Auch noch nicht geschlechtsreife Malaien-Hornvögel schließen sich mitunter zu kleineren Trupps zusammen. In Einzelfällen hat man auch schon Ansammlungen von bis zu 33 Individuen beobachtet.
Die Nahrung besteht überwiegend aus Früchten, die er bevorzugt im dichten Kletterpflanzengewirr sucht. Er bewegt sich darin hüpfend und kletternd. Rinde und Frucht- oder Samenkapseln bricht er mit Hilfe seines Schnabels auf. Zu seiner Nahrung gehören die Früchte von Aglaia und Malaien-Hornvögel gelten als wesentliche Verbreiter der Samen dieser Gattung (sogenannte Ornithochorie). Er frisst außerdem die großen Beeren und Kapselfrüchte von Mahagoni- und Muskatnussgewächsen sowie die Früchte der Titanenwurz. Daneben spielen wie bei sehr vielen Nashornvögeln Feigen eine große Rolle in seiner Ernährung. Trifft er an fruchttragenden Bäumen auf andere Nashornvogelarten, sind diese gewöhnlich durchsetzungsfähiger. Selbst verschiedene Eichhörnchenarten sind in der Lage, sich gegenüber dem Malaien-Hornvogel durchzusetzen.
Der Malaien-Hornvogel nimmt außerdem tierisches Protein zu sich. Zu den beobachteten Beutetieren gehören Käfer und Schmetterlinge. Man hat ihn außerdem dabei beobachtet, wie er Eier des Scharlachmennigvogels fraß.

## Fortpflanzung
Das Fortpflanzungsverhalten des Malaien-Hornvogels ist noch nicht abschließend untersucht. Grundsätzlich ist er jedoch ein monogamer Vogel, der paarweise lebt und seinen Nachwuchs alleine groß zieht. Man hat jedoch auch einen noch nicht geschlechtsreifen Malaien-Hornvogel beobachtet, der einem Paar bei der Aufzucht von Jungen half, so dass es möglich ist, dass es beim Malaien-Hornvogel unter bestimmten Umständen zu kooperativem Brutverhalten kommt. Seine Fortpflanzung scheint außerdem an keine bestimmte Jahreszeit gebunden zu sein.

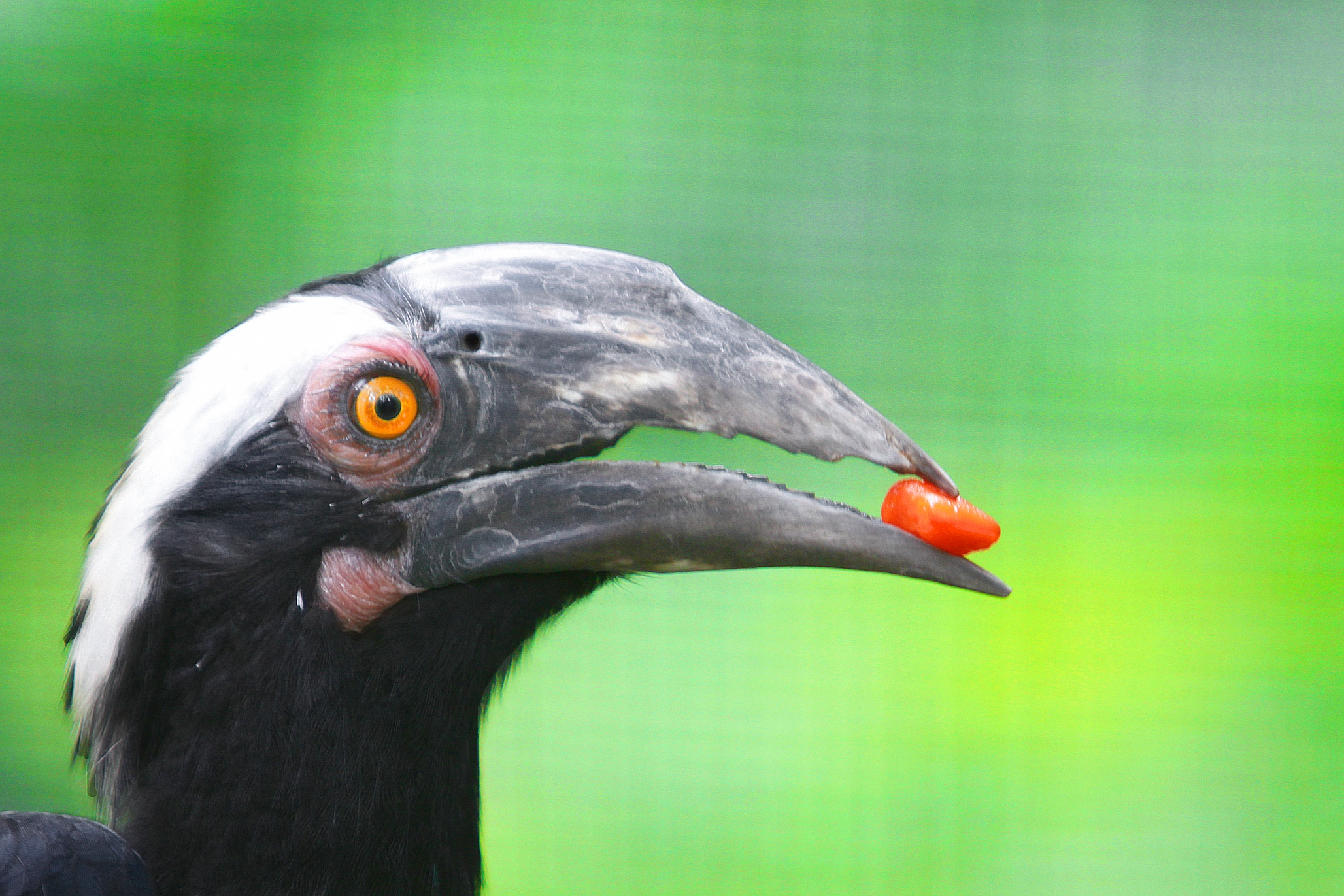
Fressendes Weibchen

Der Nistzyklus wird auf 80 Tage geschätzt, davon entfallen 30 Tage auf die Brut und 50 Tage auf die Nestlingszeit. Das Gelege besteht aus zwei bis drei Eiern. Es wird in der Regel nur ein Jungvogel beobachtet, der einen Elternvogel begleitet, so dass möglicherweise immer nur ein Junges aus einem Gelege groß wird. Es ist aber auch möglich, dass sich ein Elternvogel um jeweils einen Jungvogel kümmert.
Wie alle Nashornvögel ist auch der Malaienhornvogel ein Höhlenbrüter. Er nutzt natürliche Baumhöhlen, er wurde aber auch bereits beobachtet, wie er die Baumhöhle eines Puderspechts inspizierte. Wie für Nashornvögel typisch vermauert das Weibchen die Nisthöhle bis auf einen schmalen Spalt. Das Männchen füttert sowohl das in der Bruthöhle sitzende Weibchen als auch später die Jungvögel, indem es Nahrung im Schnabel heranträgt. Das Männchen verhält sich in der Nähe der Bruthöhle sehr heimlich. Er ruft während der gesamten Brutzeit nur selten und nähert sich der Bruthöhle nur, nachdem er die Umgebung sorgfältig beobachtet hat. Jungvögel werden noch bis zu 6 Monaten nach ihrem Flüggewerden von den Elternvögeln gefüttert. Noch nicht geschlechtsreife Malaien-Hornvögel bleiben bis zu 18 Monate im Revier der Elternvögel.

## Haltung
Malaien-Hornvögel werden gelegentlich in Zoologischen Gärten gezeigt. Bei einem in menschlicher Obhut gehaltenem Malaienhornvogel hat man bereits in einem Alter von etwas weniger als einem Jahr beobachtet, wie er das Zumauern des Höhleneingangs brütete.
Malaien-Hornvögel haben in der Gefangenschaftshaltung schon ein Alter von bis zu 21 Jahren erreicht.